# RBS 70
Le RBS 70 est un système suédois de missile sol-air portable de défense antiaérienne, conçu par la société d'armement Bofors Defence, qui porte le nom de Saab Bofors Dynamics (en) depuis 2000. RBS signifie Robotsystem 70, « Robot » signifiant « missile » dans ce contexte suédois. Très autonome, il a été conçu pour opérer sous tous les climats, et avec peu ou pas de soutien de la part des autres forces en présence. Il emploie le missile RB 70, qui est également employé dans de nombreux autres systèmes de missiles suédois.

## Historique
Le RBS 70 a été conçu dans les années 1970 pour offrir aux Suédois un système de défense aérienne à courte portée à faible coût, efficace et simple d'emploi. Avant lui, le pilier de la défense antiaérienne suédoise étaient les missiles américains MIM-23 Hawk (utilisés en Suède sous les désignations RBS 77 et RBS 97 « Swedish HAWK »), FIM-43 Redeye (RBS-69) et le canon antiaérien Bofors m/48 de calibre 40 mm.
L'armée suédoise (Försvarsmakten) a décidé de remplacer le RBS 70 avec une version à lancement terrestre du missile IRIS-T.

## Caractéristiques

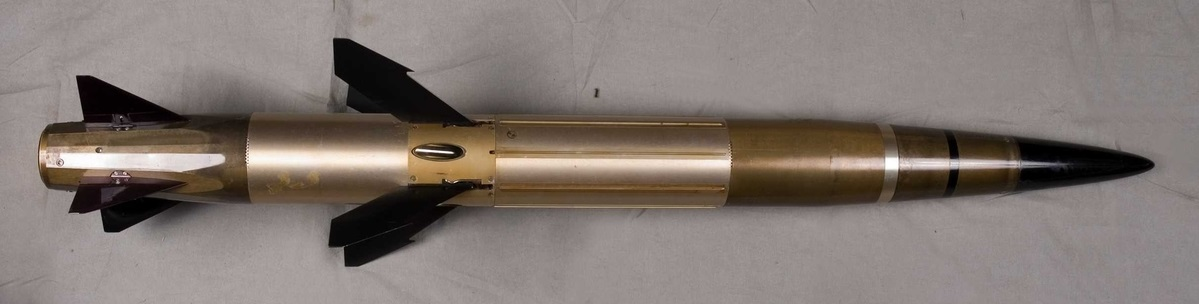
Un missile RBS-70 de première génération dans un musée suédois.

Le RBS 70 est un missile de défense antiaérienne à courte portée à guidage laser.
Les versions Mk.1 and Mk.2 se sont suivies rapidement et sont les versions de base du missile, avec une portée maximale comprise entre 5 000 et 6 000 m et un plafond de 3 000 m. Actuellement, le RBS 70 est opérationnel dans 18 pays, sur tous les continents, et dans des environnements arctiques, désertiques et tropicaux. En 2003, la mise à jour « BOLIDE » est appliquée au RBS 70. Le missile BOLIDE est une évolution du Mk.2, qui est plus rapide (Mach 2 au lieu de Mach 1,6), une portée plus importante (8 000 m), et qui peut atteindre une altitude de 5 000 m. Les livraisons de cette version ont commencé en 2005.
En 2011, Saab Bofors Dynamics (en) annonce la fabrication d'une nouvelle version du missile, le RBS 70 NG (Nouvelle Génération). Cette version améliorée est dotée d'un système de visée évolué, capable d'opérer de nuit et disposant de fonctions d'entraînement avancées, ainsi que de systèmes permettant de re-visualiser les actions effectuées après coup.
Données techniques supplémentaires
- Temps de déploiement : 30 s
- Temps de recharge (+ tir) : 7 s
- Temps de réaction du système (à la détection) : entre 4 et 5 s
- Masses :
  - missile seul : 25 kg (en container)
  - trépied : 35 kg
  - dispositif de visée : 26,5 kg

## Carrière opérationnelle
Le 27 novembre 1992, un RBS 70 de l'armée de terre vénézuélienne a abattu un OV-10 Bronco rebelle, au cours de la Tentative de coup d'État de 1992 au Venezuela, alors qu'il était en train d'attaquer une cible restée loyale au gouvernement. Le major Luis Miguel Magallanes « Chokos » s'est éjecté au-dessus de la base Aérea Francisco et a été capturé.

## Opérateurs
- Argentine[5]

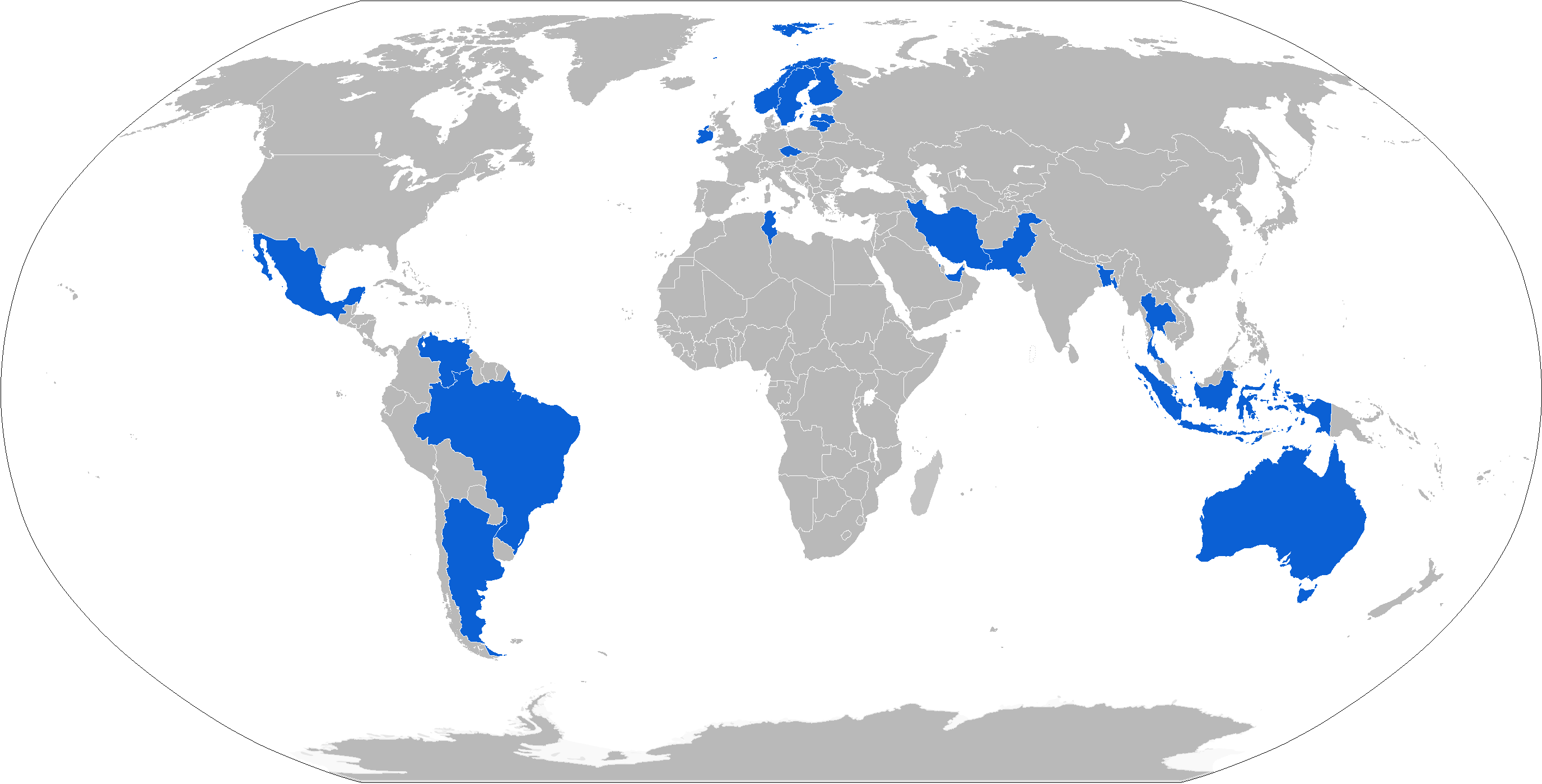
Carte des utilisateurs du RBS 70 en 2015 (en bleu).

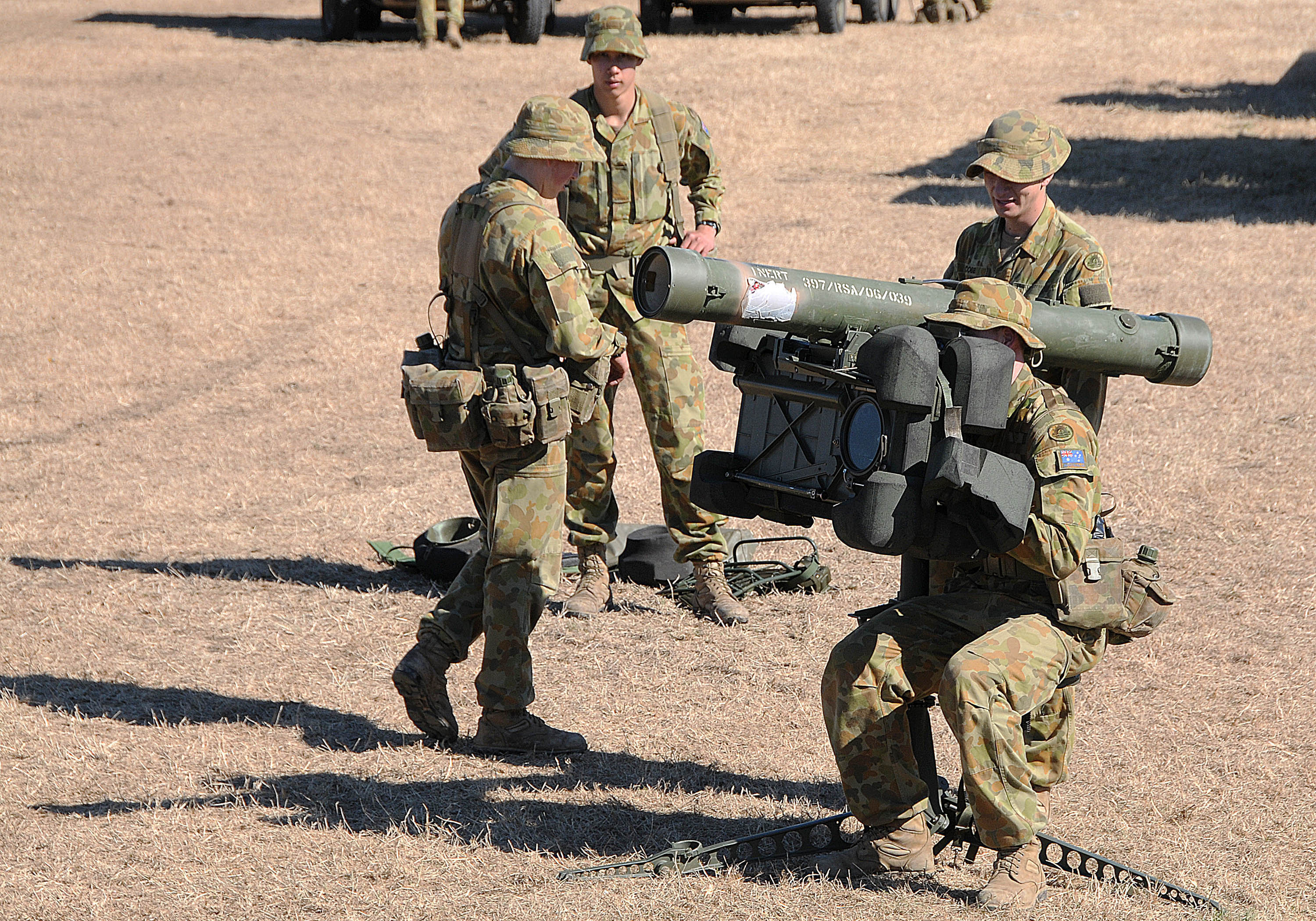
un RBS 70 et son opérateur en Australie, en 2011.

- Australie : Le BOLIDE a été commandé par l'Australie en 2003, suivi d'une autre commande en avril 2004[6].
- Bahreïn
- Brésil[7]
- Chili
- Émirats arabes unis
- Finlande[8] : La Finlande a passé commande du RBS 70 en janvier 2007. Les livraisons ont commencé en 2008[6]. En janvier 2010, un contrat supplémentaire de 35,5 millions de dollars est signé avec le constructeur du missile[6]. En décembre 2022, un autre contrat de 800 millions de couronnes suédoises pour la version BOLIDE est annoncé. Les livraisons auront lieu entre 2023 et 2026[9].
- Indonésie
- Iran : Commandé par l'État impérial d'Iran.
- Irlande : Premières livraisons au début des années 1990, contrat en décembre 2018 pour des missiles BOLIDE[10].
- Lettonie : En novembre 2004, le RBS 70 a été commandé par la force aérienne lituanienne. les livraisons ont eu lieu en 2006 et 2007[6].
- Lituanie[11] : En novembre 2004, quelques RBS 70 ont été cédés gratuitement par la Norvège à la Lituanie[6]. En juillet 2024, un contrat de 147 millions d'Euro est signé pour des missiles RBS 70 BG intégré sur des JLTV livrable entre 2025 et 2027[réf. nécessaire]
- Mexique
- Norvège (retiré du service)
- Pakistan : 144 en service dans l'armée pakistanaise[12].
- République tchèque[13] : En décembre 2004, la République tchèque a passé commande du RBS 70, équipé du missile BOLIDE[6]. Commande en décembre 2018 de RBS 70 NG devant être livrés à partir de 2020[14].
- Singapour
- Suède
- Thaïlande
- Tunisie
- Ukraine
- Venezuela